# حملة بغا الكبير على نجد
حملة بغا الكبير على نجد هي حملة عسكرية قام بها القائد بغا الكبير بأمر من الخليفة العباسي الواثق بالله للقضاء على تمرد القبائل في نجد.

## خلفية تاريخية
في فترة عهد الخليفة العباسي الواثق بالله (227 هـ - 842م / 232 هـ - 847م) قامت بعض الفصائل القبلية في الشمال الغربي من اليمامة والقسم الشمالي من عالية نجد والشرقي من المدينة المنورة بأعمال مهددة للأمن مخلة به.

### وفود عمارة بن عقيل التميمي
امتدح عمارة بن عقيل بن بلال بن جرير الخطفى التميمي الواثق بالله بقصيدة، فدخل عليه، وأنشده، فأمر له بثلاثين ألف درهم، فأخبر الواثق بإفساد بني نمير في الأرض، وإغارتهم على اليمامة وما قرب منها، وكتب الواثق إلى بغا يأمره بحربهم وهو بالمدينة، فسار نحو اليمامة، فلقي من بني نمير جماعة بالريف فحاربهم، فقتل منهم نيفا وخمسين رجلا وأسر أربعين رجلا.

### أهم القبائل المتمردة
من أبرز تلك القبائل المتمردة قبائل شرق الحجاز وغربي نجد، وقد شكلت ظاهرة التمرد التي استشرت وتفاعلت في ذلك العهد لتتحول في القرون اللاحقة إلى ظاهرة ثابتة في تاريخ المنطقة٬ يغذيها الجهل والفقر والبؤس والإهمال وانعدام السلطة المركزية. فيما يلي أكبر القبائل التي قامت بالتمرد:
- بنو نمير العامريون: النازلون في القسم الشمالي من عالية نجد فيما يعرف بالشريف قرب حمى ضرية٬ حيث استشرت غاراتهم على الأرياف والحواضر وهم أكثر من تضرر من هذه الحملة.
- سليم.
- فزارة.
- بني مرة.
- بنو كلاب.
- بني هلال.

## أسباب التمرد
لعل ما صعّد هذا التمرد هو إسقاط الكثير من العرب من ديوان الجند في عهد الدولة العباسية وتقديم الجند الأتراك على العرب الذين كانوا أنصار الدولة الاموية قبل انهيارها٬ مما أدى إلى عدم ولاء العرب في بواديهم للدولة العباسية. يضاف إلى ذلك أن مواد الفتنة والنزوع إلى الفوضوية والتقاتل على الموارد المتاحة كامنة في عقليات تلك الجموع القبلية. وجاء تقلص الهجرات القبلية من الجزيرة إلى العراق في أوائل القرن الثالث الهجري بسبب الاعتماد على الجند التركي٬ ليضاعف من تهديدها لمراكز الاستقرار في اليمامة والحجاز٬ وطرق الحج ومنازله. ولم يقتصر الأمر على تلك التهديدات الموجهة إلى المراكز الحضرية والطرق٬ بل دخلت تلك القبائل في صراعات بينها٬ وبذلك أصبحت مراعي عالية نجد مسرحًا للمعارك الضارية٬ إذ جرت حلقات من التناطح المهلك بين القبائل. ويتجلى في شعر ناهض بن ثومة الكلابي٬ وقد عاش إلى القرن الثالث٬ إشارات إلى الصراعات الدائرة بين القبائل٬ كما بين كلاب ونمير٬ وبين بنو كلاب وكل من بنو سليم وذبيان.

## الحملة
كلف الخليفة الواثق القائد العباسي بغا الكبير وهو قائد عباسي تركي، بالقضاء على تلك التمردات القبلية٬ فنجح في إبعاد الأعراب عن المدينة٬ ثم شخص في سنة 231 هـ الموافق 846م إلى ضرية لتأديب الكلابيين٬ فوجه إليهم بعوثه وقبض على 1.300 منهم فحبسهم بالمدينة. وفي الوقت نفسه اشتكى الشاعر اليمامي التميمي عمارة بن عقيل الوافد إلى الواثق من عبث بني نميرٕ وافسادهم٬ في إشارة إلى نمير البادية الذين مارسوا السلب والنهب وأغاروا على الأرياف. أما المستقرون من المدينة٬ أصحاب النخيل والماشية٬ فلم يكن هذا ديدنهم٬ ومن هؤلاء المستقرين بنو عامر بن نمير٬ وهم أصحاب نخل وشاء وليسوا أصحاب خيل. ونتيجة لشكوى عمارة بن عقيل واحساس الخلافة بأهمية معالجة هذه المسألة٬ وكانت تعيش آنذاك مرحلة نقلة٬ إذ إنها لم تفقد بعد القدرة على مواجهة التحديات الأمنية القائمة. طلب الواثق من بغا المضي إلى ديار نمير في عالية نجد حيث جرت بينهم وبينه مجموعة من الوقائع٬ فالتقى بهم في الشريف غرب السر فهزمهم وقتل منهم 50 رجلاً وأسر 40، ثم سار إلى
مرأة (مرات) فنزل بها وهي من المستقرات التميمية في المنطقة٬ وأرسل إلى بني نمير رسله وعرض عليهم الأمان ثم دعاهم إلى السمع والطاعة فامتنعوا وسار بعضهم إلى جبال السود (في نواحي القويعية)٬ وفي روضة الأمان قرب أُضاخ هزم النميريون مقدمة الجيش العباسي وكشفوا ميسرته وقتلوا من رجاله نحو 120 رجلاً٬ وعقروا من إبله نحو سبعمئة بعير٬ ونهبوا الأثقال وبعض الأموال ثم أدركهم الليل. وفي الصباح حملوا على بغا فهزموه حتى أيقن بالهلكة إلا أنهم تشاغلوا بالنهب وعقر الإبل والدواب. يروي الطبري ما يفيد بتحول ميزان المعركة لصالح بغا بعد وصول سرية من أتباعه إلى ميدان المعركة٬ ورجوع من انكشف عنه، وذلك يوم الثلاثاء 13 جمادى الآخرة 232 هـ الموافق 847م٬ حيث دارت الدائرة على بني نمير فقتل منهم زهاء ألف وخمسمئة رجل٬ وقد جمعت رؤوس القتلى في بطن السر٬ حيث أقام بغا٬ كما اصطحب بغا أعـدادًا كبيرة من بني نمير أسرى فضربوا بالسياط٬ فكان الواحد يضرب ما بين الأربعمئة والخمسمئة وأقل من ذلك وأكثر.

## النتيجة
وجهت ضربة كبيرة للأقوام والقبائل المتنقلين في بوادي اليمامة وعالية نجد. ومن خلال حملات بغا الكبير في المنطقة التي جائت والدولة العباسية على أبواب مرحلة كالحة في تاريخها٬ إذ يمسك فيها الأتراك بمقاليد الأمور في بغداد ومجموع من قتل يقارب ألفي رجل من نمير، وكلاب، ومرة، وفزارة، وثعلبة، وطيء.